# 第152独立猟兵旅団 (ウクライナ陸軍)
第152独立猟兵旅団（だい152どくりつりょうへいりょだん、ウクライナ語: 152-га окрема єгерська бригада）は、ウクライナ陸軍の旅団。北部作戦管区隷下。

## 概要

### ロシアのウクライナ侵攻
2023年9月13日、ロシアのウクライナ侵攻の影響に伴い、経験豊富な将校と動員兵を基幹に第152独立機械化旅団としてポルタヴァ州で創設された。旅団番号150番台の部隊は多くが新兵でアメリカ合衆国の軍事支援停止時期とも重なったため、編成完結までに半年以上の期間を要した。
2024年8月、猟兵部隊化に伴い、第152独立猟兵旅団に改編された。装甲戦闘車両を運用する重装備の機械化旅団とトラックを運用する軽装備の歩兵旅団の中間にあたる軽装甲機動車とトラックを併用する中装備の猟兵旅団に実戦配備前に再編となった。

#### ロシア・クルスク戦線
2024年8月、ロシア・クルスク州に配備され、9月までクルスク方面に展開した。

#### 東部・アウディーイウカ戦線
2024年9月、激戦地の東部ドネツィク州ポクロウシク地区に再配置され、友軍の救援で第71独立猟兵旅団、第425独立強襲大隊スカラと共にアウディーイウカ北西のポクロウシク方面に展開した。

## ギャラリー

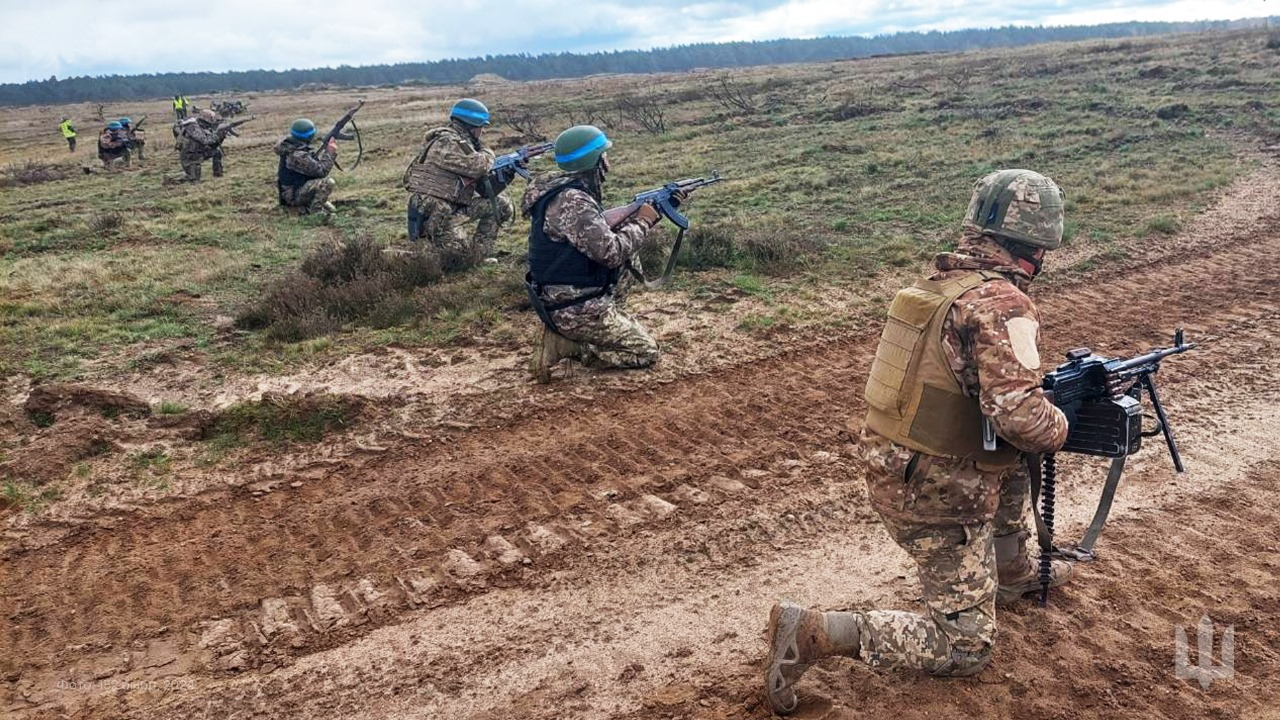
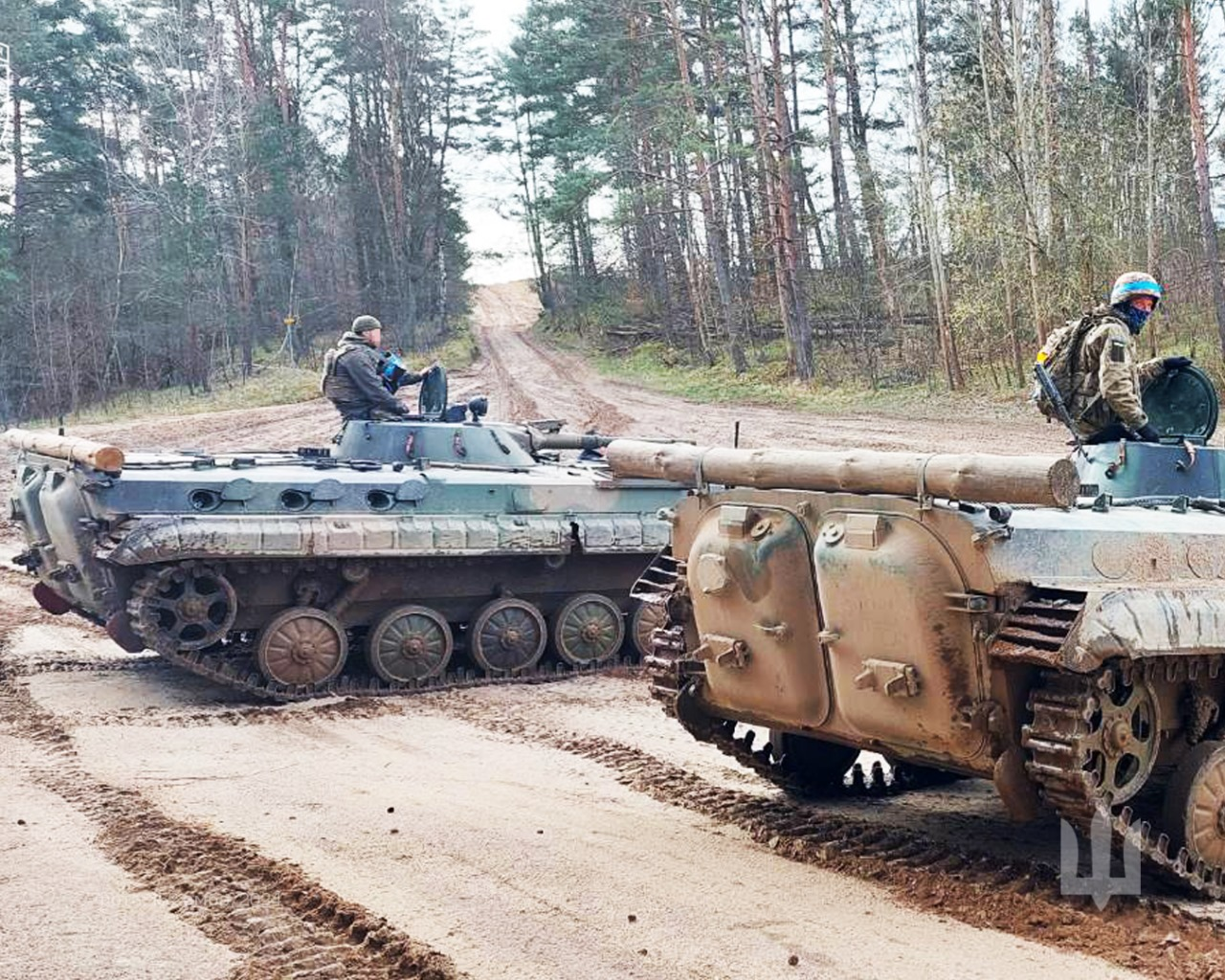
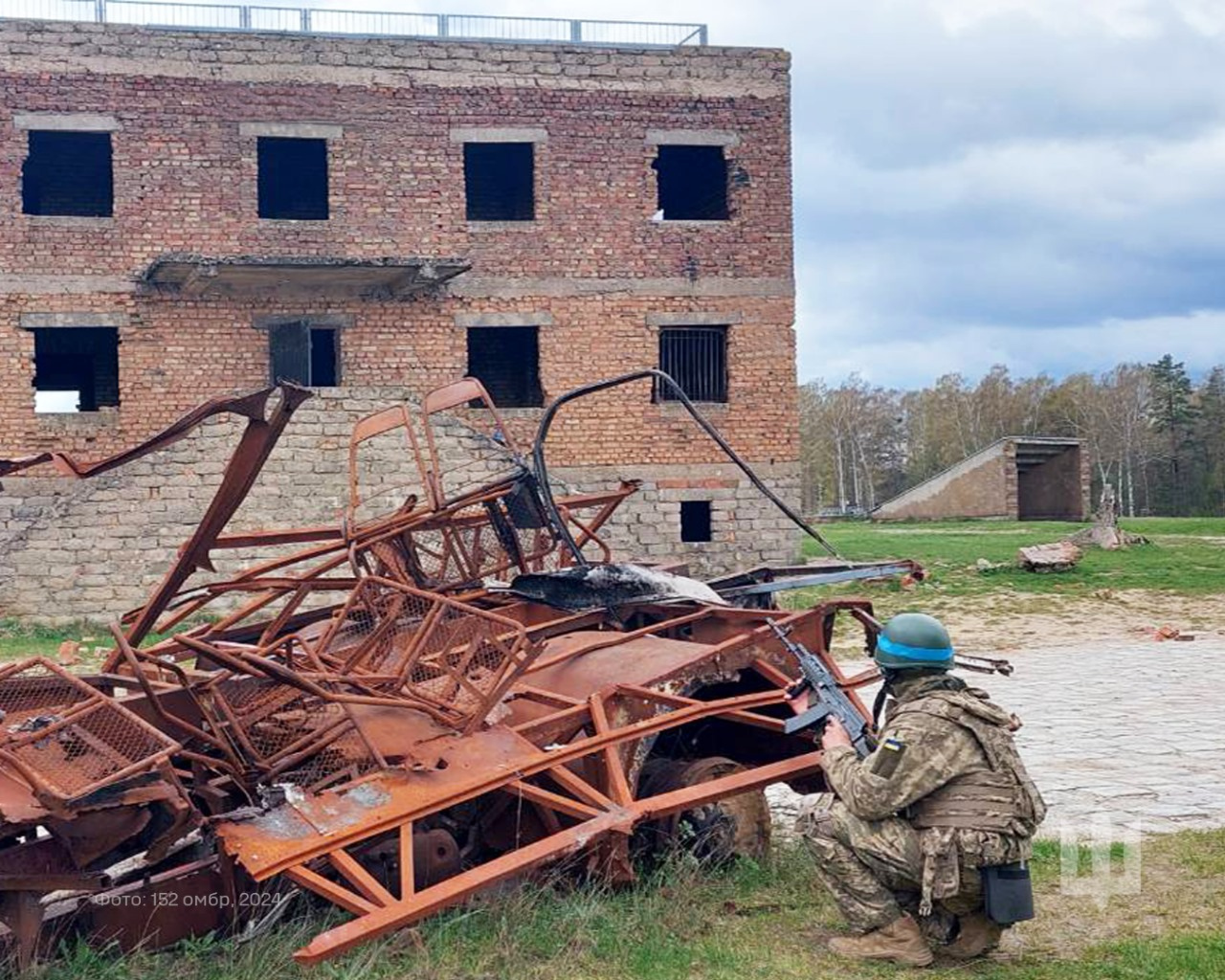

## 編制
- 旅団司令部（ピリヤチン）
- 第1猟兵大隊
- 第2猟兵大隊
- 第3猟兵大隊
- 戦車大隊
- 旅団砲兵群
  - 本部中隊
  - 第1自走砲大隊
  - 第2自走砲大隊
  - ロケット砲大隊
  - 対戦車砲大隊
- 防空大隊

- 工兵大隊
- 整備大隊
- 兵站大隊
- 偵察中隊
- 通信中隊
- レーダー中隊
- 衛生中隊